# Timandra amaturaria
Timandra amaturaria là một loài bướm đêm trong họ Geometridae.